# مرا به رندی و عشق آن فضول عیب کند
غزلی با مطلع «مرا برندی و عشق آن فضول عیب کند»، غزل شمارهٔ ۱۸۸ از دیوانِ حافظ در تصحیحِ محمد قزوینی و قاسم غنی است.

## در دیگر آثار هنری
در نسخهٔ کتابخانهٔ رضا در هند که کتابت‌شده در خراسان و به‌تاریخ ه‍.ق/۱۵۷۵ م و مصورشده به‌تاریخ اواخر سدهٔ ۱۰ و اوایل سدهٔ ۱۱ ه‍.ق (دورهٔ اکبر) نیز نگاره‌ای بر مبنای این غزل نگاره «شبان و گله» با رقم فرخ چلا موجود است.